# Gekisō Sentai Carranger
Gekisō Sentai Carranger (激走戦隊カーレンジャー Gekisō Sentai Kārenjā?) (Escuadrón de Carreras Radicales Carranger) es la 20.ª temporada de la franquicia Super Sentai Series, producida por Toei Company, y emitida en TV Asahi del 1 de marzo de 1996 al 7 de febrero de 1997, constando de 48 episodios. Se trata de una autoparodia de Super Sentai, con un fuerte elemento cómico en su desarrollo. Fue la última temporada de Super Sentai con episodios (los cinco primeros) rodados en película. A partir del sexto episodio, la producción se realizaría en vídeo digital D-2. 

## Argumento
Cinco trabajadores del Garaje Pegasus descubren a Dappu, un alienígena del planeta Hazard. Este les dota a los cinco con el poder "Kurumagic" de las cinco legendarias constelaciones de coches, transformándoles en los Carrangers. Así, los cinco se enfrentan a los Bowzock, una banda de motociclistas espaciales sin escrúpulos que pretenden destruir la Tierra.

## Personajes

### Carranger
Los Carrangers son cinco trabajadores del Pegasus Auto Garage. El primer kana de sus apellidos de cada uno de ellos forman la palabra "automovil". El lema del equipo es "¡Luchando con la seguridad del tráfico!"
- Kyōsuke Jinnai (陣内 恭介 Jinnai Kyōsuke?)/Red Racer (レッドレーサー Reddo Rēsā?): Tiene 23 años. Es probador de coches en el Pegasus Auto Garage, y sólo suele hacer recados y trabajos aberrantes. Aunque al principio es un egoísta absoluto, tan insensible como para incluso abandonar a su equipo porque quería conducir el coche clásico de su figura autoritaria. Sin embargo, pronto se da cuenta de que tiene una responsabilidad como el líder de Carranger y toma conciencia de ello, aunque el papel de líder a veces se le hace demasiado pesado, lo que le provoca un tremendo estrés por verse responsable del equipo. Está enamorado de Zonnette, y a ella le gusta el Red Racer como Red Racer, pero no como Kyōsuke.
- Naoki Domon (土門 直樹 Domon Naoki?)/Blue Racer (ブルーレーサー Burū Rēsā?): Tiene 17 años (cumple 18 durante la serie), y es muy educado y tímido. Trabaja como diseñador de coches en el Pegasus, y sus aptitudes hacen que varios fabricantes de coches hayan intentado contratarle en el pasado. Es un amante de los animales.
- Minoru Uesugi (上杉 実 Uesugi Minoru?)/Green Racer (グリーンレーサー Gurīn Rēsā?): Es el mayor del equipo, con 24 años, y es vendedor en el Pegasus. Es fan de los Hanshin Tigers.
- Natsumi Shinohara (志乃原 菜摘 Shinohara Natsumi?)/Yellow Racer (イエローレーサー Ierō Rēsā?): Tiene 19 años. Aunque tiene apariencia masculina, es una genio en mecánica en el Pegasus, capaz de arreglar cualquier máquina en cuestión de minutos.
- Yōko Yagami (八神 洋子 Yagami Yōko?)/Pink Racer (ピンクレーサー Pinku Rēsā?): Tiene 19 años. Es la secretaria del Pegasus, la que calcula los gastos y las nóminas. Tiene mucha preocupación por su peso, porque le encanta comer dulces, y suele consultar los horóscopos de las revistas para predecir su futuro. Sueña con convertirse en una estrella algún día y casarse con un marido influyente, y tiene un sentido terrible de la dirección.

### Aliados
- Hazardian Dapp (ハザード星人ダップ Hazādo Seijin Dappu?): También conocido como Dappu. Uno de los pocos supervivientes del planeta Hazard, destruido por los Bowzock después de que saquearan sus tesoros, se llevó el colgante de su madre como el último deseo de ella para encontrar a los Carranger. Escapando en el Barbariban, Dappu llega a la Tierra y encuentra a los futuros Carranger. Pero cuando estos se niegan a luchar por razones superficiales, Dappu lucha contra Zelmonda el solo y finge ser asesinado para hacer que el grupo tuviera un incentivo para luchar. Es el guardián del "Kurumagic" (juego de palabras con "Kuruma" ("coche") y "Magic" ("mágico")), y así el poder de los Carranger depende de su amistad con él. Hasta la mitad de la serie viste una capa, aunque a partir de ese momento se ve obligado a vestir ropas de la Tierra.
- Familia Tenma: Una familia involucrada en las vidas de los Carranger.
  - Sōichirō Tenma (天馬 総一郎 Tenma Sōichirō?): Dueño del Pegasus Garage.
  - Yoshie Tenma (天馬 良江 Tenma Yoshie?): La esposa de Sōichirō.
  - Ichitarō Tenma (天馬 市太郎 Tenma Ichitarō?): El hijo de Sōichirō, quien es un amigo cercano de Signalman.
- Signalman (シグナルマン Shigunaruman?): Es un robot asignado a la Tierra que ejerce el rol del sexto miembro del equipo. Viene del planeta Police, donde dejó a su mujer Sigue y su hijo Sigtarō. Para Gynamo, Signalman es la peor persona del espacio. A veces es más un estorbo que una ayuda para los Carranger, por su agudísimo entrenamiento en las reglas de tráfico.
- Sigue (シグエ Shigue?): La esposa de Signalman.
- Sigtarō (シグタロウ Shigutarō?): El hijo de Signalman.
- Radietta Fanbelt (ラジエッタ・ファンベルト Rajietta Fanberuto?)/White Racer (ホワイトレーサー Howaito Rēsā?): Es la hermana pequeña de Zonnette, y una gran fan de los Carranger. Con magia, se hace un traje a imagen del de los Carranger (al punto de llevar el número seis como identificador), y se llama a sí misma "White Racer". Conduce el Radiacar, que puede convertirse en robot, pero solo durante un minuto. Suele ayudar a los Carranger y llama al Red Racer "hermano mayor", por el amor de él hacia Zonnette.
- VRV Master (ＶＲＶマスター Bui Aru Bui Masutā?): También conocido como el "lobo solitario del espacio", es una entidad vestida con una armadura negra. Le dio a los Carranger las VRV Machines después de que el RV Robo fuera robado.

### Arsenal
- Accel Changer (アクセルチェンジャー Akuseru Chenjā?): El dispositivo de transformación de los Carranger. Es un brazalete que usa una llave Accel Key (アクセルキー Akuseru Kī?) para funcionar, como la llave para arrancar un automóvil. El comando de transformación es "¡Carrera! Accel Changer" (激走！アクセルチェンジャー Gekisō! Akuseru Chenjā?)
- Auto Blaster (オートブラスター Ōto Burasutā?): El arma básica de los Carranger. Tiene un dispositivo para expandirla y generar disparos más fuertes, convirtiéndose en el Auto Punisher (オートパニッシャー Ōto Panisshā?).
- Car Navick (カーナビック Kā Nabikku?): Utilizado para encontrar cosas. Se puede transformar en una pistola, la Navick Shot (ナビックショット Nabikku Shotto?), que puede disparar ráfagas de localización.
- Navick Blaster (ナビックブラスター Nabikku Burastā?): La combinación del Auto Punisher y el Navick Shot. Sus disparos persiguen al objetivo, y son tres veces más potentes que el Auto Punisher.
- V-Blade (バイブレード Baiburēdo?): Una espada que tienen todos los Carranger. Se puede tirar del mango de la empuñadura, dándole a la espada poder adicional a través de rápidas vibraciones.
- Giga Formula (ギガフォーミュラー Giga Fōmyurā?): Formado a partir de las armas individuales de los Carranger, al principio tiene forma de coche, y se transforma en el Formula Nova (フォーミュラーノバ Fōmyurā Noba?), el cañón definitivo del equipo.
  - Fender Sword (フェンダーソード Fendā Sōdo?): El arma personal del Red Racer, una espada ropera.
  - Muffler Guns (マフラーガン Mafurā Gan?): El arma Formula del Blue Racer, un par de pistolas láser.
  - Engine Cannon (エンジンキャノン Enjin Kyanon?): El arma Formula del Green Racer, un cañón.
  - Side Knuckles (サイドナックル Saido Nakkuru?): El arma Formula de la Yellow Racer, un par de guanteletes.
  - Bumper Bow (バンパーボゥ Banpā Bō?): El arma Formula de la Pink Racer, un arco.
- Signizer (シグナイザー Shigunaizā?): La insignia de Signalman, tiene tres modos, dispositivo de grabación, Police Baton Mode (ポリスバトンモード Porisu Baton Mōdo?) que sirve como taser, y Gun Mode (ガンモード Gan Mōdo?), en el que puede usar el Smash Beam, un rayo que incapacita a los enemigos sin matarlos, o el Heat beam, un rayo rojo.
- Signal Whistle (シグナルホイッスル Shigunaru Hoissuru?): Signalman puede usar este silbato para tres cosas: para detener a civiles (incluidos los Carranger) y que no puedan moverse, para llamar al PoliSpeeder, o para llamar al Sirender.
- Giga Booster (ギガブースター Giga Būsutā?): El arma auxiliar de los Carranger. Al principio tiene la apariencia de un coche, y se puede transformar en un cañón, el Booster Cannon (ブースターキャノン Būsutā Kyanon?), o un jet, el Booster Jet (ブースタージェット Būsutā Jetto?). Se puede conectar al Dragon Cruiser.
- Speeder Machines (スピーダーマシン Supīdā Mashin?): Unos karts que sirven como medio de transporte de los Carranger. Se guardan dentro de los Ranger Vehicles, para servir de carlingas de estos.
  - Red Speeder 1 (レッドスピーダー１ Reddo Supīdā 1?): La Speeder Machine del Red Racer. Armada con el cañón Speeder.
  - Blue Speeder 2 (ブルーススピーダー２ Burū Supīdā 2?): La Speeder Machine del Blue Racer. Carece de armas, pero es la más rápida de las Speeder Machines.
  - Green Speeder 3 (グリーンスピーダー３ Gurīn Supīdā 3?): La Speeder Machine del Green Racer. Armada con los misiles Speeder.
  - Yellow Speeder 4 (イエロースピーダー４ Ierō Supīdā 4?): La Speeder Machine de la Yellow Racer. Armada con los cortadores Speeder.
  - Pink Speeder 5 (ピンクスピーダー５ Pinku Supīdā 5?): La Speeder Machine de la Pink Racer. Armada con el radar Speeder.
- Polispeeder (ポリスピーダー Porisupīdā?): La motocicleta personal de Signalman. Puede viajar por el espacio exterior y tiene un cierto grado de inteligencia.
- Coches Salvajes (野生の車 Yasei no Kuruma?): Dos vehículos que Dios dejó dentro de un meteorito. Pronto se convierten en el nuevo medio de transporte de los Carranger.
  - Pegasus Thunder (ペガサスサンダー Pegasasu Sandā?): Uno de los dos Coches Salvajes, un Chevrolet Camaro. Puede actuar por cuenta propia y puede volar en el Sky Mode. Lo conducen el Red Racer y la Pink Racer.
  - Dragon Cruiser (ドラゴンクルーザー Doragon Kurūzā?): El otro Coche Salvaje, un jeep azul. Puede actuar por su cuenta. Lo conducen el Blue, Green y Yellow Racer.

### Mechas
Algunos de los mechas los creó Dappu, mientras que otros los trajeron a la Tierra Signalman y VRV Master.
- RV Robo (ＲＶロボ Aru Bui Robo?): Es la combinación de los Ranger Vehicles (レンジャービークル Renjā Bīkuru?), mechas con apariencia de coches que Dappu creó cuando infundió su Kurumagic en los coches de los sueños de los Carranger. Normalmente se guardan en el Pegasus Garage hasta que se les da el comando "Ranger Vehicles!". 
  - Red Vehicle (レッドビークル Reddo Bīkuru?): Pilotado por Red Racer, un deportivo. Forma la cabeza y pecho de RV Robo.
  - Blue Vehicle (ブルービークル Burū Bīkuru?): Pilotado por Blue Racer, una camioneta. Su ataque es el Regulus Beam. Forma el tronco y los muslos de RV Robo.
  - Green Vehicle (グリーンビークル Gurīn Bīkuru?): Pilotado por Green Racer, un monovolumen. Forma la pantorrilla derecha de RV Robo.
  - Yellow Vehicle (イエロービークル Ierō Bīkuru?): Pilotado por Yellow Racer, un utilitario. Forma la pantorrilla izquierda de RV Robo.
  - Pink Vehicle (ピンクビークル Pinku Bīkuru?): Pilotado por Pink Racer, un turismo. Forma los brazos de RV Robo.
- VRV Robo (ＶＲＶロボ Bui Aru Bui Robo?): Es la combinación de los Victory Ranger Vehicles (ビクトリーレンジャービークル Bikutorī Renjā Bīkuru?) son nuevos vehículos que trae VRV Master cuando el RV Robo es capturado. Al principio tienen forma de coches, pero pueden tomar la forma de robots individuales, llamados VRV Fighters (ＶＲＶファイター Bui Aru Bui Faitā?).
  - V-Fire (Ｖファイヤー Bui Faiyā?): Pilotado por el Red Racer, un camión de bomberos armado con dos cañones de agua a alta presión. Se transforma en Fire Fighter, que está armado con un extinguidor gigante y forma la cabeza y el pecho de VRV Robo.
  - V-Police (Ｖポリス Bui Porisu?): Pilotado por el Blue Racer, una patrulla de policía que lanza un rayo supersónico de su sirena. Se transforma en Police Fighter (ポリスファイター Porisu Faitā?), que forma el torso y los muslos de VRV Robo.
  - V-Dump (Ｖダンプ Bui Danpu?): Pilotado por el Green Racer, un camión volqueta que en su contenedor lleva enormes bolas de hierro que lanza contra los enemigos para hacerlos resbalar y caer. Se transforma en Dump Fighter (ダンプファイター Danpu Faitā?), que forma la pantorrilla derecha de VRV Robo.
  - V-Dozer (Ｖドーザー Bui Dōzā?): Pilotado por la Yellow Racer, un auto de carreras cuyos alerones pueden transformarse en su pala de bulldozer. Se transforma el Dozer Fighter (ドーザーファイター Dōzā Faitā?), que forma en la pantorrilla izquierda de VRV Robo.
  - V-Rescue (Ｖレスキュー Bui Resukyū?): Pilotado por la Pink Racer, una ambulancia que dispara una aguja hipodérmica gigante. Se transforma en el Rescue Fighter (レスキューファイター Resukyū Faitā?), que forma los brazos de VRV Robo.
- Sirender (サイレンダー Sairendā?): El coche de policía de Signalman, que se puede transformar en un robot defensor de la ley y el orden con el comando "Stand up! Sirender!" (スタンドアップ! サイレンダー Sutando Appu! Sairendā?). Llega cuando Signalman lo llama con su Signal Whistle. En modo robot está armado con el Siren Vulcan (サイレンバルカン Sairen Barukan?), una poderosa pistola láser, el Wappagun (ワッパガン Wappagan?), unas esposas que se disparan con una cadena, Siren Daggers (サイレンダガー Sairen Dagā?), unas cuchillas que salen de las muñecas, y el Siren Shield (サイレンシールド Sairen Shīrudo?), un escudo de antidisturbios. Otra arma es el Signal Flash (シグナルフラッシュ Shigunaru Furasshu?), un rayo de energía que se puede usar en modo robot o coche.
- Victrailer (ビクトレーラー Bikutorērā?): Un tráiler que transporta las VRV Machines. Tras enviarlas, puede transformarse en robot, al entrar en el modo Victrailer Battle Mode (ビクトレーラーバトルモード Bikutorērā Batoru Mōdo?), proporcionando sus brazos al VRV Robo para que le sirvan de armas en su ataque definitivo. A pesar de poseer esta forma de robot, nunca entra directamente en batalla.
- Scramble Intersection Robo (クランブル交差ロボ Sukuranburu Kōsa Robo?): El RV Robo y el VRV Robo pueden intercambiar sus miembros. Este robot se forma con el torso de RV Robo y los miembros de VRV Robo. Puede usar la RV Sword y el ataque definitivo Victory Twister.

### Bosozoku Espaciales Bowzock
Los Bosozoku Espaciales Bowzock (宇宙暴走族ボーゾック Uchū Bōsōzoku Bōzokku?) son los antagonistas de la serie. Son una banda de moteros intergalácticos que no respetan las normas de tráfico. Los contrató Exhaus para abrir camino para su autopista, y destruir cualquier planeta que estuviera en el camino de la construcción. Tienen la Tierra, el último de estos planetas, marcada para su destrucción, y suelen quedar en el BB Saloon, un bar en la estación espacial Baribarian.
- Osado Emperador de Carreras Exhaus (暴走皇帝エグゾス Bōsōgōtei Eguzosu?): Es el antagonista principal de la serie, que contrató a los Bowzock para que le hicieran el trabajo sucio. Su plan es construir una gran carretera alienígena que cruzara la Vía Láctea, y destruir la Tierra porque está en el camino de la construcción.
- Presidente Gynamo (総長ガイナモ Sōchō Gainamo?): Es el líder de los Bowzock, enamorado locamente de Zonnette, y que ataca la Tierra por el capricho de ella. Aunque suele quedar como un tonto al intentar impresionar a Zonnette, Gynamo mantiene su poder intimidatorio ante los otros Bowzock.
- Líder Adjunto Zelmoda (副長ゼルモダ Fukuchō Zerumoda?): Es el segundo al mando de los Bowzock, y amigo de Gynamo. A diferencia del resto de personajes, más cómicos, es un ser de sangre fría. Su arma principal es una espada hecha con cartas de baraja, y lleva un tarro pulpo en el que suele llevar Wumpers o calderilla.
- Inventor Grotch (発明家グラッチ Hatsumeika Guratchi?): Es el genio inventor de Bowzock, responsable de muchas de las armas que estos utilizan.
- Bella Zonnette (美女ゾンネット Bijo Zonnetto?): Es una exuberante miembro de Bowzock que usa sus encantos femeninos y el interés de Gynamo para sus propios intereses egoístas. Se enamora terriblemente del Red Racer tras verle en acción, pero solo del héroe con la máscara, no de Kyōsuke, quien intencionadamente le rompió el corazón en cierto momento. Es la hermana mayor de Radietta, y la princesa del planeta Fanbelt.
- Instructor Ritchihiker (リッチハイカー教授 Ritchihaikā Kyōju?): Fue contratado por Gynamo como su "diabólico director de recursos humanos". Sirve como la mente maestra que diseña los planes para enfrentarse a los Carranger y Signalman, con quien tiene una cuenta personal porque le metió entre rejas. Durante el transcurso de la serie, toma el alias de RitchiRitchihiker
- Bōsō Sentai Zokuranger (暴走戦隊ゾクレンジャー Bōsō Sentai Zokurenjā?): Destacan por ser una parodia maligna de sentai dentro de un programa sentai. Aparte de SS Pamaan, los otros miembros salieron de entre los Gorotsuki del BB Saloon.
  - SS Pamaan (スースーパマーン Sū Sū Pamān?)/Zoku Red (ゾクレッド "Zokkureddo"?): El mejor buscador de héroes de Bowzock. Es el líder de los Zokuranger, y suele luchar contra el Red Racer. Lleva una pistola de doble láser y una espada similar a la del Red Racer.
  - ZokuBlue (ゾクブルー ZokuBurū?): Un Gorotsuki que lucha contra el Blue Racer, con un cuchillo de carnicero con una cadena enganchada a una hoz, y después lleva dos pistolas similares a las del Blue Racer.
  - ZokuGreen (ゾクグリーン ZokuGurīn?): Un Gorotsuki que lucha contra el Green Racer. Originalmente era el camarero del BB Saloon. Lleva un hacha, y después luchó con un cañón con apariencia de mosquete.
  - ZokuYellow (ゾクイエロー ZokuIerō?): Un Gorotsuki que lucha contra la Yellow Racer. Lleva al principio una especie de lanza, pero después lucha con dos cuchillos similares a los de la Yellow Racer.
  - ZokuPink (ゾクピンク ZokuPinku?): Una Gorotsuki que lucha con la Pink Racer. Al principio lucha con un rastrillo, pero después lleva un arco similar al que llevaba la Momoranger de Himitsu Sentai Goranger. Ella y Zonette son las únicas mujeres del BB Saloon.
- Combatientes Wumpers (戦闘員ワンパー Sentōin Wanpā?): Los soldados de campo, que pueden disparar tinta por sus bocas de pulpo. Se guardan en la jarra pulpo de Zelmonda, como si fueran mascotas acuáticas. Son de varios colores: verdes, azules, blancos y rosas. Los blancos son más raros que los otros y solían ser objeto de algún gag rápido de la serie.

## Episodios
Los títulos de los episodios en esta temporada hacen referencia a diversos aspectos de la conducción de automóviles, desde seguridad al conducir hasta aspectos relacionados con maniobras al conducir y en general a los automóviles.
1. Luchando por la seguridad en el tráfico (戦う交通安全 Tatakau Kōtsū Anzen?)
2. Contaminación acústica de baile (踊る騒音公害 Odoru Sōonkōgai?)
3. La marca de la justicia del novato (正義の初心者印（マーク） Seigi no Shoshinsha Māku?)
4. Una luz roja para crecer (巨大化に赤信号 Kyodaika ni Akashingō?)
5. Más arriba, fusión de carreras (この先激走合体 Kono Saki Gekisō Gattai?)
6. Somos... tráfico de un sentido (私達・・・一方通行 Watashitachi... Ippōtsūkō?)
7. ¿Blue no tiene entrada?! (青（ブルー）は進入禁止？！ Burū wa Shinnyū Kinshi?!?)
8. No se lleva el brazalete de transformación (変身腕輪（ブレス）不携帯 Henshin Buresu Fukeitai?)
9. Una ida y vuelta a las estrellas (星（スター）へのＵターン Sutā e no Yū Tān?)
10. ¡¡Un gran cambio de tornas!! Entrenamiento en bicicleta (大逆転！！自転車教習 Dai Gyakuten!! Jitensha Kyōshū?)
11. El enfadado con sobrepeso (怒りの重量オーバー Ikari no Jūryō Ōbā?)
12. El tipo de la luz de tráfico que vino del espacio (宇宙から来た信号野郎 Uchū Kara Kita Shingō Yarō?)
13. ¡¡Adelante!! El orgulloso vehículo de emergencia (出動！！自慢の緊急車両 Shutsudō!! Jiman no Kinkyū Sharyō?)
14. Aceleración a fondo hacia el trueno infernal (雷地獄へフルアクセル Ikazuchi Jigoku e Furuakuseru?)
15. El permiso para el mal de un aprendiz en medio del amor (悪まで仮免恋愛中 Aku Made Karimen Ren'ai Chū?)
16. Mala sabiduría, fusión con precaución (ワル知恵合流注意 Waru-jie Gōryū Chūi?)
17. Adquiriendo autoridad, ¡colisión frontal! (押し着せ正面衝突！ Oshi Kise Shōmenshōtotsu!?)
18. Un corazón mentiroso bajo ajustes (うそつきハート整備中 Usotsuki Hāto Seibi Chū?)
19. ¡La hija del amor que golpea y corre! (恋のあて逃げ娘！ Koi no Atenige Musume!?)
20. ¡¡Probad los famosos coches definitivos!! (試乗最高の名車！！ Shijō Saikō no Meisha!!?)
21. El Carnavi que sobrepasó el Carnavi (カーナビを超えたカーナビ Kānabi o Koeta Kānabi?)
22. El trágico hábito de las reglas de tráfico (悲劇の交通ルール体質 Higeki no Kōtsū Rūru Taishitsu?)
23. Un sobrecalentamiento para la princesa (王女様にオーバーヒート！ Ōjosama ni Ōbāhīto!?)
24. ¿¡Lanzamiento urgente!? Nuevo líder (急発進？！ニューリーダー Kyū Hasshin?! Nyū Rīdā?)
25. ¡La misteriosa hija que entra con dificultad! (ナゾナゾ割り込み娘！ Nazonazo Warikomi Musume!?)
26. El arma sin fin entregada a domicilio (ノンストップ宅配武器 Nonsutoppu Takuhai Buki?)
27. La conjunción de los transferidos a distancia... (単身赴任の分岐点・・・ Tanshinfunin no Bunkiten...?)
28. ¡¡Hasta siempre, chico de la luz de tráfico!! (さらば信号野郎！！ Saraba Shingō Yarō!!?)
29. ¡¡El inesperado gran accidente monstruoso!! (予期せぬ大怪獣事故！！ Yoki Senu Daikaijū Jiko!!?)
30. ¡Un impactante debut! ¡¡Coches de trabajo!! (衝撃のデビュー!　はたらく車！！ Shōgeki no Debyū! Hataraku Kuruma!!?)
31. ¡Es un cambio total de modelo! VRV Robo (フルモデルチェンジだ！ＶＲＶロボ Furu Moderu Chenji da! Bui Aru Bui Robo?)
32. La gran carrera reversiva de RV Robo (ＲＶロボ大逆走！ Āru Bui Robo Dai Gyakusō!?)
33. ¡Despierta! El violento choque de Dapp (おめざめ！激走ダップ O-mezame! Gekisō Dappu?)
34. Entrometiéndose en el amor, la hija que entra con dificultad (恋の世話焼き割り込み娘 Koi no Sewayaki Warikomi Musume?)
35. El traicionero chico de la luz de tráfico (裏切りの信号野郎 Uragiri no Shingō Yarō?)
36. La dudosa operación de limpieza de gas de Exhaust (怪しい排ガス一掃作戦 Ayashii Haigasu Issō Sakusen?)
37. El amenazador proyecto de la autopista universal (恐怖の大宇宙ハイウェイ計画 Kyōfu no Daiuchū Haiwei Keikaku?)
38. ¿¡Ya de vuelta!? La vida de Imo-Yōkan (バックオーライ！？イモヨーカン人生 Bakku Ōrai!? Imo-Yōkan Jinsei?)
39. ¡¡Me encantan las carreteras!! La mascota espacial (道路好き好き！！宇宙ペット Dōro Suki suki!! Uchū Petto?)
40. Naniwa de cualquier forma, ¿¡el Robot de Intersección!? (浪速ともあれスクランブル交差ロボ！？ Naniwa Tomoare Sukuranburu Kōsa Robo!??)
41. La aterradora comprobación de combustible del Osado Emperador de Conducción (暴走皇帝戦慄の燃料チェック Bōsō Kōtei Senritsu no Nenryō Chekku?)
42. ¡Todos los coches calados! ¡¡Situación desesperada para el robot gigante!! (全車エンスト！巨大ロボ絶体絶命！！ Zensha Ensuto! Kyodai Robo Zettai Zetsumei!!?)
43. ¡¡Feliz Navidad Kurumagic!! (メリークルマジッククリスマス！！ Merī Kurumajikku Kurisumasu!!?)
44. ¡La persistente carrera de persecución del pollo violento! (不屈のチキチキ激走チェイス！ Fukutsu no Chikichiki Gekisō Cheisu!?)
45. El punto de arranque del amor verdadero (ホントの恋の出発点 Honto no Koi no Shuppatsuten?)
46. ¿¡De repente no funciona!? El poder de transformación (突然失効！？変身パワー Totsuzen Shikkō!? Henshin Pawā?)
47. ¿¡Golpeado y roto!? El conductor espacial que desafía a la muerte (当って砕けろ！？決死の宇宙ドライブ Atatte Kudakero!? Kesshi no Uchū Doraibu?)
48. ¡¡Seguridad de tráfico para siempre!! (いつまでも交通安全！！ Itsu Made mo Kōtsū Anzen!!?)

### Películas
- Gekisō Sentai Carranger vs. Ohranger (激走戦隊カーレンジャーVSオーレンジャー Gekisō Sentai Kārenjā tai Ōrenjā?): Película crossover entre Carranger y su serie predecesora, Chōriki Sentai Ohranger. Estrenada el 14 de marzo de 1997.

## Reparto
- Kyōsuke Jinnai: Yūji Kishi
- Naoki Domon: Yoshihiro Masujima
- Minoru Uesugi:Yoshihiro Fukuda
- Natsumi Shinohara: Yuka Motohashi
- Yōko Yagami: Atsuko Kurusu
- Hazardian Dapp: Mari Maruta
- Sōichirō Tenma: Ed Yamaguchi
- Signalman: Hōchū Ōtsuka
- Sigue: Miki Nagasawa
- Radietta Fanbelt: Megumi Hamamatsu (Episodio 25) y Misaki Sudō (Episodio 34 en adelante)
- VRV Master: Kiyoshi Kobayashi
- Osado Emperador de Carreras Exhaus: Osamu Kobayashi
- Presidente Gynamo: Hiroshi Ōtake
- Líder Adjunto Zelmoda: Kyōsei Tsukui
- Inventor Grotch: Takashi Nagasako
- Bella Zonnette: Rika Nanase
- Instructor Ritchihiker: Nobuo Tanaka
- SS Pamaan: Kazuo Hayashi
- ZokuBlue: Osamu Hosoi
- ZokuGreen: Hironori Miyata
- ZokuYellow: Yoshimasa Chida
- ZokuPink: Katsumi Shiono

## Temas musicales

### Temas de apertura
- Gekisō Sentai Carranger (激走戦隊カーレンジャー Gekisō Sentai Kārenjā?) (Episodios 1-13, 48)
  - Letra: Yukinojō Mori
  - Música: Takashi Shōji
  - Arreglos: Keiichi Oku
  - Intérprete: Naritaka Takayama

- Gekisō Sentai Carranger ~Full Accel Version~ (激走戦隊カーレンジャー～フルアクセルヴァージョン～ Gekisō Sentai Kārenjā ~Furu Akuseru Vājon~?) (Episodios 14-48)
  - Letra: Yukinojō Mori
  - Música: Takashi Shōji
  - Arreglos: Keiichi Oku
  - Intérprete: Naritaka Takayama

### Tema de cierre
- Tengoku Samba (天国サンバ Tengoku Samba?, Samba paradisiaca)
  - Letra: Yukinojō Mori
  - Música y arreglos: Takashi Shōji
  - Intérprete: Naritaka Takayama

## Videojuego
Se lanzó un videojuego de plataformas de desplazamiento lateral basado en la serie titulado Gekisō Sentai Carranger: Zenkai! Racer Senshi, publicado para el Sufami Turbo, un add-on de la Super Nintendo.